# Una storia importante (film)
Una storia importante è un film drammatico del 1988, diretto da Amasi Damiani.

## Trama
Stefano e Marco sono amici da sempre: la loro vita sarebbe felice se Stefano non fosse da tempo in dialisi per una grave malattia renale. Rendendosi necessario un trapianto, il ragazzo entra in lista di attesa, ma i tempi si preannunciano lunghi. A questo punto, conscio dei rischi cui va incontro, si fa avanti Marco, che salva l'amico a costo della sua vita.